# سولو بارلوند
سولو بارلوند (Sulo Bärlund؛ كـَنـّـاسـْـألا، 15 أبريل 1910 - كـَنـّـاسـْـألا، 13 أبريل 1986) رياضي ألعاب قوى فنلندي نافس بشكل رئيسي في دفع الجلة.
نافس باسم فنلندا في دورة الألعاب الأولمبية الصيفية لعام 1936 التي أقيمت في برلين، حيث فاز بالميدالية الفضية الرجال لدفع الجلة.
جاء بارلوند رابعاً في بطولة كأس الأمم الأوروبية 1938 في دفع الجلة. بعد ثماني سنوات جاء في المركز السادس في بطولة كأس الأمم الأوروبية 1946 دفع الجلة.